# Valdastillas
Valdastillas è un comune spagnolo di 371 abitanti situato nella Comunità autonoma dell'Estremadura.